# Bellefontaine (metrostation)
Bellefontaine is een metrostation in de Franse stad Toulouse.
Het is een station aan de metrolijn .
Het station is gelegen in het zuidwesten van de stad, in de wijk Bellefontaine.
Het station is geopend op 26 juni 1993.